# Roland Dorgelès
Roland Dorgelès, pseudonym för Rolland Maurice Lecavelé, född 15 juni 1885 i Amiens, död 18 mars 1973 i Paris, var en fransk författare.
Roland Dorgelès tidigaste krigsbok Les croix de bois (1919) var ett av de första försöken att i konstnärlig form med frän och naken realism skildra första världskriget. Den jämställdes vid sin publicering ofta med Le feu av Henri Barbusse. Hans senare böcker med krigsmotiv, Saint Magloire (1922) och Le réveil des morts (1923), skrevs däremot i en mer traditionell deklamatorisk anda. Bland Dorgelès övriga arbeten märks den romantiserade reseskildringen Voyage (1929).

## Svenska översättningar
- Resa (översättning Greta Åkerhielm, Skoglund, 1929)
- Den helige (översättning Greta Åkerhielm, Skoglund, 1930)